# Hitsugi no Chaika
Hitsugi no Chaika (jap. 棺姫のチャイカ, dt. „Sargprinzessin Chaika“) ist eine Light-Novel-Reihe von Ichirō Sakaki mit den Illustrationen von Namaniku ATK. Diese wird auch in drei Manga-Reihen, wovon teils als Die Sargprinzessin auch auf Deutsch erschienen, und als Anime-Serie adaptiert.

## Handlung
Vor wenigen Jahren endete ein großer Krieg, in dem das Kaiserreich Gaz (ガズ帝国, Gazu teikoku) unterging und dessen Herrscher Artur Gaz (アルトゥール・ガズ, Arutūru Gazu), ein mächtiger 500 Jahre alter Magier, von acht Helden besiegt wurde.
Eines Tages trifft der nun arbeitslose Söldner (hier Saboteur (乱破師, Sabatā) genannt) Tōru Acura (トール・アキュラ, Tōru Akyura) im Wald auf ein junges Mädchen, das sich ihm in gebrochener Sprache als Chaika Trabant (チャイカ・トラバント, Chaika Torabanto) vorstellt. Kurz darauf werden sie von einem Einhorn – ein menschenfressendes, äußerst gefährliches Tier – angegriffen. Chaika teilt ihm mit, dass sie eine Zauberin (hier Wizard (魔法師, Wizādo) genannt) ist und dieses besiegen kann, er ihr jedoch die nötige Zeit verschaffen muss. Ihre Magie wirkt dabei durch ein Gundo (機杖, Gando), eine Art Scharfschützengewehr, dessen Einzelteile sie in einem Sarg herumträgt.
Nachdem das Einhorn besiegt ist, begleitet er sie zu ihrem Zielort, wo sie ihn und seine Schwester Akari (アカリ・アキュラ, Akari Akyura) engagiert, aus dem Anwesen des lokalen Feudalherren und eines der Helden, Robert Avart, einen Gegenstand zu stehlen. Es stellt sich heraus, dass dieses die Hand von Artur Gaz ist, die einem große Macht verleiht, und jeder der Helden ein Körperteil mit sich nahm. Aber auch Avart ist erstaunt, Chaika zu sehen, da er sie damals beim Kampf gegen Gaz eigenhändig tötete.
Als sie das Anwesen verlassen, werden sie von Alveric Gilette (アルベリック・ジレット, Aruberikku Jiretto) und seiner Gruppe gestellt. Dieser gehört zur Kliemann-Organisation (クリーマン機関, Kurīman kikan), die sich dem Nachkriegs-Wiederaufbau verschrieben hat. Er teilt Tōru mit, dass Chaika die Tochter von Gaz ist und ihre Mission, die Körperteile ihres Vaters einzusammeln, nur den Anhängern von Gaz Auftrieb geben und wieder zum Krieg führen würde. Tōru antwortet, dass dies ihm recht sei, da ein Krieg ihm als Söldner wieder einen Sinn im Leben geben würde, und flieht.
Chaika wiederum engagiert ihn und Akari nun dauerhaft, sie auf ihrer Reise zu begleiten, die darin besteht, die Körperteile ihres Vaters einzusammeln, um ihm eine würdige Bestattung zu geben.

## Veröffentlichung
Die Light-Novel-Reihe wurde von Ichirō Sakaki geschrieben, während die Begleitillustrationen von Namaniku ATK (Nitroplus) stammen. Hitsugi no Chaika wurde von Fujimi Shobō zwischen Dezember 2010 bis März 2015 in insgesamt 12 Bänden verlegt, wobei der Verlag im Oktober 2013 Teil von Kadokawa wurde.
1. 18. Dezember 2010, ISBN 978-4-8291-3596-9
2. 20. Mai 2011, ISBN 978-4-8291-3640-9
3. 20. Oktober 2011, ISBN 978-4-8291-3692-8
4. 17. März 2012, ISBN 978-4-8291-3740-6
5. 17. August 2012, ISBN 978-4-8291-3793-2
6. 19. Januar 2013, ISBN 978-4-8291-3848-9
7. 20. Juli 2013, ISBN 978-4-8291-3913-4
8. 18. Januar 2014, ISBN 978-4-04-070007-6
9. 18. April 2014, ISBN 978-4-04-070090-8
10. 20. September 2014, ISBN 978-4-04-070145-5
11. 20. Dezember 2014, ISBN 978-4-04-070148-6
12. 20. März 2015, ISBN 978-4-04-070150-9 (normal), 10. März 2015, ISBN 978-4-04-070171-4 (limitiert mit Blu-ray)

## Adaptionen

### Manga
Basierend auf der Romanreihe entstanden drei Manga-Serien.
Die erste, Hitsugi no Chaika, ist eine direkte Adaption der Romanreihe und wird von Shinta Sakayama gezeichnet. Die Kapitel erschienen von Ausgabe 12/2011 (26. Oktober 2011) bis 2/2015 (26. Dezember 2014) des Manga-Magazins Shōnen Ace von Fujimi Shobō und wurden in fünf Sammelbänden (Tankōbon) zusammengefasst:
1. 26. März 2012, ISBN 978-4-04-120208-1
2. 26. August 2012, ISBN 978-4-04-120337-8
3. 26. Mai 2013, ISBN 978-4-04-120633-1
4. 26. März 2014, ISBN 978-4-04-121061-1
5. 26. Dezember 2014, ISBN 978-4-04-102461-4

Der Manga erschien zwischen dem 3. April 2014 und dem 5. November 2015 auch auf Deutsch bei Egmont Manga unter dem Titel Die Sargprinzessin. In den USA wurde der Manga von Yen Press lizenziert.
Die folgenden beiden Serien sind parodistische Spin-offs. Hitsugi no Chaikakka (棺姫のチャイカっか) ist ein Yonkoma-Manga (Comicstrip) von Kanikama. Zuerst wurde sie im Magazin 4-koma Nano Ace Vol. 4/2011 (9. August 2011) bis 1/2013 (8. Dezember 2012) veröffentlicht und wechselte dann in die Shōnen Ace ab Ausgabe 3/2014 (25. Januar 2014). Der erste und bisher einzige Sammelband erschien am 26. März 2013, ISBN 978-4-04-120651-5.
Die dritte Serie Gakuen Chaika! (学園チャイカ!) interpretiert die Handlung als Schulkomödie um. Dieser wird von Seri Minase gezeichnet und erschien in dem Online-Magazin Age Premium von Ausgabe 2/2014 (9. Januar 2014) bis 1/2015 (11. Dezember 2015), wovon im Juni 2014 der erste Band erschien. Diese Reihe wurde ebenfalls in Deutschland von Egmont lizenziert und erscheint seit Januar 2016 als Die Sargprinzessin – Back to School mit bisher zwei Bänden (Stand: Juni 2016).

### Anime
Die Produktion einer Anime-Serie wurde im Juli 2013 bekanntgegeben. Diese stammt vom Animationsstudio Bones unter der Regie von Sōichi Masui, die auch 10 Jahre zuvor Ichirō Sakakis thematisch ähnliche Romanreihe Scrapped Princess als Anime umsetzten. Das Character Design wurde von Nobuhiro Arai für den Anime angepasst.
Die erste Staffel mit 12 Folgen wurde vom 10. April bis 26. Juni 2014 nach Mitternacht (und damit am vorigen Fernsehtag) auf Tokyo MX erstausgestrahlt, sowie mit bis zu zwei Tagen Versatz auch auf Sun TV, TVQ Kyūshū, Chiba TV, TV Saitama, Gifu Hōsō, Mie TV, TV Kanagawa und BS11. Die Folgen werden auf sechs DVDs und Blu-rays vom 27. Juni bis 28. November 2014 veröffentlicht werden. Diese verfilmte die ersten sechs Romanbände, wobei die Folgen 8 und 9 Anime-original sind.
Eine zweite Staffel namens Hitsugi no Chaika: Avenging Battle mit 10 Folgen wurde vom 9. Oktober bis 11. Dezember 2014 nach Mitternacht auf TV Tokyo erstausgestrahlt, als auch auf Sun TV, TVQ Kyūshū, Chiba TV, TV Saitama, Gifu Hōsō, Mie TV, TV Kanagawa und BS11. Diese decken die Bände 7 bis 10 ab und beenden die Handlung. Geplant sind fünf DVDs und Blu-rays.
Nipponart erwarb die Serie für den deutschsprachigen Raum und ließ sie als Simulcast mit deutschen Untertiteln unter dem Titel Chaika, die Sargprinzessin die erste Staffel bei Clipfish und die zweite Staffel bei Anime on Demand streamen. Crunchyroll streamt die Serie wiederum mit englischen Untertiteln als Chaika – The Coffin Princess in den Regionen Nord- und Südamerika, Europa (ausgenommen der deutschsprachige Raum), Arabien und dem Nahen Osten.
Der am 10. März 2015 verlegten limitierten Ausgabe des 12. Romanbandes lag eine Blu-ray mit zwei Bonusfolgen von insgesamt 25 Minuten bei.

#### Synchronisation
| Rolle            | japanischer Sprecher | deutscher Sprecher   | Rolle            | japanischer Sprecher | deutscher Sprecher     |
| Protagonisten    | Protagonisten        | Protagonisten        | Acht Helden      | Acht Helden          | Acht Helden            |
| ---------------- | -------------------- | -------------------- | ---------------- | -------------------- | ---------------------- |
| Tōru Acura       | Junji Majima         | Maximilian Belle     | Roberto Abarth   | Takaya Hashi         | Walter von Hauff       |
| Chaika Trabant   | Chika Anzai          | Gabrielle Pietermann | Dominica Skoda   | Chiwa Saitō          |                        |
| Akari Acura      | Yūko Hara            | Ilena Gwisdalla      | Simon Scania     | Hiroyuki Kinoshita   | Oliver Scheffel        |
| Fredrika         | Chiwa Saitō          | Angela Wiederhut     | Claudia Dodge    | Masako Katsuki       | Angela Wiederhut       |
| Gilette-Gruppe   | Gilette-Gruppe       | Gilette-Gruppe       | Sonstige         | Sonstige             | Sonstige               |
| Alberic Gilette  | Yoshimasa Hosoya     | Dirk Meyer           | Guy              | Ayumu Murase         | Stefanie Dischinger    |
| Nikolai Avtotor  | Kensuke Satō         | Gerhard Jilka        | Chaika Bohdan    | Saeko Zōgō           |                        |
| Vivi Holopainen  | Iori Nomizu          | Olivia Powell        | Layla            | Yui Makino           | Katharina Iacobescu    |
| Zita Brusasco    | Yumeha Kōda          | Bettina Zech         | Ricardo Gavarni  | Megumi Ogata         | Tatjana Pokorny        |
| Matheus Callaway | Shūta Morishima      | Mike Carl            | Grad Lancia      | Hiroki Tōchi         |                        |
| Leonardo Stoller | Kazutomi Yamamoto    | Claudia Schmidt      | Karen Bombardier | Naomi Oozora         | Katharina Schwarzmaier |

#### Musik
Der Soundtrack zur Serie stammt von Seikō Nagaoka.
In der ersten Staffel wird als Vorspanntitel Darakena verwendet, das von Yūho Iwasato getextet und Iori Nomizu gesungen wurde. Im Abspann wird wiederum Kairaku Genri (快楽原理, „Genussprinzip“) genutzt, das von Anju Mana getextet und von Chika Anzai, Saeko Zōgō und Yui Makino unter dem Namen coffin princess gesungen wurde. Beide Stücke wurde am 23. April 2014 auf je einer Single veröffentlicht.
Bei der zweiten Staffel kam im Vorspann Shikkoku o Nuritsubuse (漆黒を塗りつぶせ) gesungen von Iori Nomizu zum Einsatz, sowie im Abspann Watashi wa Omae no Naka ni Iru (ワタシハオマエノナカニイル) gesungen von Chika Anzai, Saeko Zōgō und Iori Nomizu als coffin princess, jeweils getextet von Anju Mana. Die Vor- und Abspanntitel beider Staffeln wurden von Manzo komponiert.